# Nikolai Wiktorowitsch Abramow
Nikolai Wiktorowitsch Abramow (russisch Никола́й Ви́кторович Абра́мов, wepsisch Nikolai Abramov; * 24. Januar 1961 in Ladwaha bei Leningrad; † 23. Januar 2016) war ein russisch-sowjetischer wepsischsprachiger Schriftsteller.

## Werdegang
Er wurde als Angehöriger der Minderheit der Wepsen geboren und studierte an den Pädagogischen Hochschulen in Leningrad sowie in Petrosawodsk, Karelien – einer Stadt, in der noch heute relativ viele Menschen der Minderheit der Wepsen angehören. 1994 erschien dort sein erstes Werk in wepsischer Sprache, die Gedichtsammlung 33. Koumekümne koume, hierbei handelte es sich um die erste nach 1937 veröffentlichte Sammlung von Gedichten auf Wepsisch. Sein zweites Werk, Kurgiden aig, erschien 1999 und sein drittes, Pagiškam, vell’, 2005. Nikolai Abramow war ebenfalls als Übersetzer literarischer Werke aus dem Finnischen, Estnischen und Ungarischen tätig. 1993 war er Mitbegründer der in Petrosawodsk herausgegebenen wepsischen Zeitschrift Kodima, des wichtigsten Sprachrohrs der Wepsen.